# Grote grasmot
De grote grasmot (Pediasia fascelinella) is een vlinder uit de familie grasmotten (Crambidae). De spanwijdte van de vlinder bedraagt tussen de 24 en 30 millimeter. De soort overwintert als rups.

## Waardplanten
De grote grasmot heeft soorten uit de grassenfamilie als waardplanten.

## Voorkomen in Nederland en België
De grote grasmot is in Nederland vrij algemeen en in België een soort van het noorden. De soort heeft jaarlijks één generatie die vliegt in juli en augustus.